# Лидија Шентјурц
Лидија Шентјурц (Храстник, 18. март 1911 — Љубљана, 25. децембар 2000), учесница Народноослободилачке борбе, друштвено-политичка радница СФР Југославије и СР Словеније, јунак социјалистичког рада и народни херој Југославије.

## Биографија
Рођена је 18. марта 1911. године у месту Храстник, у Словенији. Њен отац Франц, који је био рудар, погинуо је током Првог светског рата, па ју је одгајила мајка, која је водила гостионицу. Након завршене основне школе у родном месту, похађала је Грађанску школу у Кршком. Затим је завршила Учитељску школу у Љубљани и уписала се на Филозофски факултет Љубљанског универзитета. Дипломирала је на педагошкој групи 1938. године.
Још као ученица Учитељске школе, у Љубљани, преко свог школског друга Едварда Кардеља, повезала се са револуционарним омладинским покретом. За време студија, учествовала је у раду револуционарног студентског покрета и 1932. постала члан Комунистичке партије Југославије (КПЈ). Због комунистичког деловања, 1933. године је ухапшена и изведена пред Државни суд за заштиту државе, који ју је осудио на две године робије, коју је издржала у затвору у Пожаревцу.
По повратку из затвора, наставила је револуционарни рад, делујући међу студентима и радећи у женским организацијама. Политички је радила и међу рударима у Трбовљу, где је 1939. године учествовала у организовању штрајка. У периоду од 1935. до 1937. године, налазила се у Загребу, где је радила као члан Агитпропа Централног комитета Савеза комунистичке омладине Југославије (СКОЈ) и члан уредништва листа „Глас омладине“. После полицијске провале у загребачку партијску организацију, фебруара 1936. године, постала је члан Покрајинског руководства СКОЈ-а за Словенију и уредништва његовог легалног гласила „Млада пота“. Од јесени 1937. године је радила у омладинским комисијама при Централном комитету КП Југославије и Централном комитету КП Словеније и као члан Окружног комитета КПС за Трбовље.

### Народноослободилачка борба
Одмах после окупације Краљевине Југославије, априла 1941. године, Немци су отпочели са масовним исељавањем Словенаца из делова Словеније које су припојили Трећем рајху. Заједно са неколико хиљада, својих сународника, била је интернирана у Србију. У току августа, по партијском задатку, је илегално дошла у окупирану Љубљану и укључила се у рад на оснивању масовне народноослободилачке омладинске организације — „Омладински Ослободилачки фронт Словеније“ (словен. Mladinska Osvobodilna fronta Slovenije), чији је у почетку била секретар.
Од пролећа 1942. до пролећа 1943. године, радила је као секретар Окружног комитета КПС у Љубљани, а по одласку руководства Народноослободилачког покрета (НОП) из града, постала је члан Повереништва Централног комитета КП Словеније и Извршног одбора Ослободилачког фронта за Љубљану. Потом је прешла на ослобођену територију, где је укључена у чланство ЦК КПС. На Кочевском збору, октобра 1943. године, изабрана у Словеначки народноослободилакчки одбор.
Почетком 1944. године, ЦК КПС ју је упутио на политички рад у Словеначко приморје, где је била секретар Повереништва ЦК КПС за Словеначко приморје, Горењску, Корушку и Трст. У Трсту је учествовала у стварању словеначко-италијанске антифашистичке организације „Радничко јединство“ (словен. Delavska enotnost), и у формирању команде места НОВЈ. У фебруару 1945. године постављена је за организационог секретара Централног комитета КП Словеније.

### Послератна каријера
После ослобођења Југославије, вршила је многе одговорне државне и партијске дужности. Била је министар просвете у Влади Народне Републике Словеније (1946) и министар за комуналне послове у Влади Народне Републике Словеније (1947—1949). У периоду од 1952. до 1968. године, радила је у савезним инстуцијама, у Београду — била је потпредседник Савезне скупштине и председник Одбора за социјалну политику и народно здравље, члан Савезног извршног већа (СИВ) и Савезни секретар за социјалну политику и комуналне послове. До 1961. године била је члан Главног одбора ССРН Словеније, а од 1966. члан Извршног одбора и потпредседник Централног одбора ССРН Југославије и председник његове комисије за организациона и кадровска питања. У периоду од 1945. до 1953. бирана је за народног посланика словеначке Скупштине, а у периоду од 1945. до 1963. године народног посланика Савезне скупштине. Од 1963. године била је члан Савета федерације. Имала је чин потпуковника ЈНА у резерви.
За члана Централног комитета Савеза комуниста Југославије бирана је на Шестом, Седмом и Осмом конгресу СКЈ, а за члана ЦК СК Словеније на Првом и Другом конгресу. У периоду од 1949. до 1952. године обављала је дужност организационог секретара Централног комитета КП Словеније. Од 1969. године, као председник Историјске комисије при Председништву ЦК СКС, радила је на сакупљању грађе за историју Савеза комуниста Словеније. На овој дужности остала је све до пензионисања, 1980. године.
Била је удата за словеначког и југословенског политичара Сергеја Крајгера, који је од маја 1981. до маја 1982. године обављао дужност председника Председништва СФРЈ. Преминула је 25. децембра 2000. године у Љубљани.
Носилац је Партизанске споменице 1941. и других југословенских одликовања, међу којима су — Орден јунака социјалистичког рада, Орден народног ослобођења, Орден заслуга за народ са златном звездом, Орден братства и јединства са златним венцем, Орден заслуга за народ са сребрним зрацима и Орден за храброст. Орденом народног хероја одликована је 27. новембра 1953. године.